# Zdzisław T. Nowicki
Zdzisław T. Nowicki (ur. 24 stycznia 1926 w Łodzi, zm. 30 listopada 2007 w Gdyni) – inżynier, miksolog-enolog, ekspert i rzeczoznawca do spraw wszelkich napojów alkoholowych, pedagog.
Studia wyższe ukończył w Łodzi, specjalizując się między innymi w technologii produkcji napojów alkoholowych. Był stypendystą Amerykańsko-Polskiej Fundacji w USA, gdzie pogłębiał wiedzę teoretyczną i praktyczną, m.in. w zakresie miksologii i enologii. 
Twórca polskiej miksologii, autor programu szkoleniowego i przez wiele lat główny wykładowca specjalistycznych kursów edukacyjnych dla profesjonalnych barmanów w kraju, których szkolił ponad 40 lat na najwyższym światowym poziomie. W 2003 powołał do życia pierwszą w kraju Akademię Miksologii w Gdyni, która na wniosek jego uczniów została nazwana jego imieniem.
W 1990 założył Stowarzyszenie Polskich Barmanów, którego przez pierwsze lata był również Prezydentem, a następnie Prezydentem Honorowym. W 1994 wprowadził SPB jako stałego członka do światowej organizacji International Bartenders Association. Utworzył  także pierwszą w kraju Konfraternię Master Bartendrów.
Był publicystą stale współpracującym z licznymi czasopismami i wydawnictwami, w których publikował prace traktujące o napojach, kulturze picia i dobrych obyczajach. Jego pierwszy artykuł ukazał się drukiem w 1950, a w 2007 pracował jeszcze nad swą ostatnią książką. 
W jego dorobku oprócz setek publikacji, które ukazały się na łamach wielu czasopism, jest też wiele książek, w tym m.in. (alfabetycznie):
- Akademia Bolsa - Sztuka miksowania napojów
- Alkohole Świata - Przewodnik sprzedawcy alkoholi
- Cocktaile, cocktaile, cocktaile
- Cocktaile Zodiakalne i nie tylko...
- Degustacja napojów winnych
- Domowe piwa, cydry, wina, nalewki, likiery, kremy
- Drinki na każdą okazję
- 12 drinków prezydenta
- Kiperstwo win
- Mała encyklopedia napojów domowych
- Napoje mieszane alkoholowe i bezalkoholowe
- Nowe Vademecum Barmana
- Podręcznik barmana
- Technologia produkcji i pielęgnacji win
- Vademecum Barmana

## Odznaczenia
Krzyż Kawalerski Orderu Odrodzenia Polski, Krzyż Armii Krajowej, Krzyż Partyzancki, Krzyż za Zasługi, trzykrotnie Medal Wojska za udział w walkach AK, Medal Zwycięstwa i Wolności oraz honorowy tytuł "Weterana Walk o Wolność i Niepodległość Ojczyzny", kpt. w stanie spoczynku.